# Winthemia obscurella
Winthemia obscurella là một loài ruồi trong họ Tachinidae.